# Davi III de Tao
David III Curopalata (em georgiano:  დავით III კუროპალატი, Davit’ III Kuropalati) ou David III, o Grande (დავით III დიდი, Davit’ III Didi), também conhecido como Davi II (c. 930 – 1000/1001), foi um príncipe georgiano da família Bagrationi de Tao, uma região histórica nas terras da Geórgia e Armênia, de 966 até seu assassinato, em 1000 ou 1001. Curopalata era um título de cortesão bizantino concedido a ele em 978 e novamente em 990.
É mais conhecido por sua assistência crucial à dinastia bizantina da Macedônia na guerra civil de 976-9 e seu papel na unificação política de várias políticas da Geórgia, além de seu patrocínio à cultura e ao aprendizado cristãos. Entre 987 e 989, juntou-se a seu amigo Bardas Focas em uma revolta contra o imperador bizantino Basílio II, mas foi derrotado e concordou em ceder suas terras ao império após sua morte. No entanto, conseguiu garantir ao seu herdeiro, Pancrácio III, uma oportunidade de ser o primeiro governante de um reino georgiano unificado.

## História
David era o filho mais novo de Adanarses V, um representante da Segunda Casa de Tao, um ramo da linha de Cártlia da dinastia georgiana Bagrationi que dominava Tao (uma província na histórica fronteira georgiana-armênia conhecida pelos armênios como Taique; atualmente parte da Turquia) desde a extinção da linha original da região nos anos 940.